# Ligne Shinkansen Yamagata
La ligne Shinkansen Yamagata (山形新幹線, Yamagata Shinkansen) est une ligne ferroviaire au Japon. D'une longueur de 148,6 kilomètres, elle relie les villes de Fukushima et Shinjō dans la région du Tōhoku. Cette ligne reprend une partie de la ligne principale Ōu dont l'écartement est passé de 1 067 mm à 1 435 mm pour permettre le passage des Shinkansen. Du fait du gabarit plus étroit que les lignes Shinkansen classiques, ainsi que d'une vitesse maximale moins élevée (130 km/h), cette ligne est classée comme ligne « mini-Shinkansen ».

## Historique
- 1er juillet 1992 : Inauguration de la ligne entre Fukushima et Yamagata, avec la circulation des premiers Shinkansen 400.
- 4 décembre 1999: La ligne est prolongée à Shinjō.
- 20 décembre 2008 : Introduction des Shinkansen E3 en remplacement des Shinkansen 400.
- 18 avril 2010 : Le dernier Shinkansen 400 est retiré du service.
- 16 mars 2024 : Introduction des Shinkansen E8 en remplacement des Shinkansen E3[1].

Les rames Shinkansen E8 commencent à remplacer les rames E3 depuis le printemps 2024. Par ailleurs, des travaux d'améliorations sont envisagés sur le tracé dit "lent" avec la construction d'un tunnel de base permettant une vitesse élevée et donc un gain de temps.

## Trains et services
Cette ligne est parcourue par les rames Shinkansen E3 dont le gabarit est adapté. Elles opèrent sur les services Tsubasa entre Tōkyō et Shinjō pour un temps de parcours le plus rapide de 3h15.

## Liste des gares
| Gare                               | Distance de Fukushima (km) | Ville      | Préfecture | Correspondances (Réseaux / Lignes)                                                                                          |
| ---------------------------------- | -------------------------- | ---------- | ---------- | --- |
| Fukushima 福島                     | 0                          | Fukushima  | Fukushima  | - JR East Shinkansen : Tōhoku - JR East : Ōu, Tōhoku - AbukumaExpress : Abukuma Express - Fukushima Transportation : Iizaka |
| Yonezawa 米沢                      | 40,1                       | Yonezawa   | Yamagata   | - JR East : Ōu, Yonesaka |
| Takahata 高畠                      | 49,9                       | Takahata   | Yamagata   | - JR East : Ōu |
| Akayu 赤湯                         | 56,1                       | Nan'yō     | Yamagata   | - JR East : Ōu - Yamagata Railway : Flower Nagai                                                                            |
| Kaminoyama-Onsen かみのやま温泉    | 75                         | Kaminoyama | Yamagata   | - JR East : Ōu |
| Yamagata 山形                      | 87,1                       | Yamagata   | Yamagata   | - JR East : Ōu |
| Tendō 天童                         | 100,4                      | Tendō      | Yamagata   | - JR East : Ōu |
| Sakurambo-Higashine さくらんぼ東根 | 108,1                      | Higashine  | Yamagata   | - JR East : Ōu |
| Murayama 村山                      | 113,5                      | Murayama   | Yamagata   | - JR East : Ōu |
| Ōishida 大石田                     | 126,9                      | Ōishida    | Yamagata   | - JR East : Ōu |

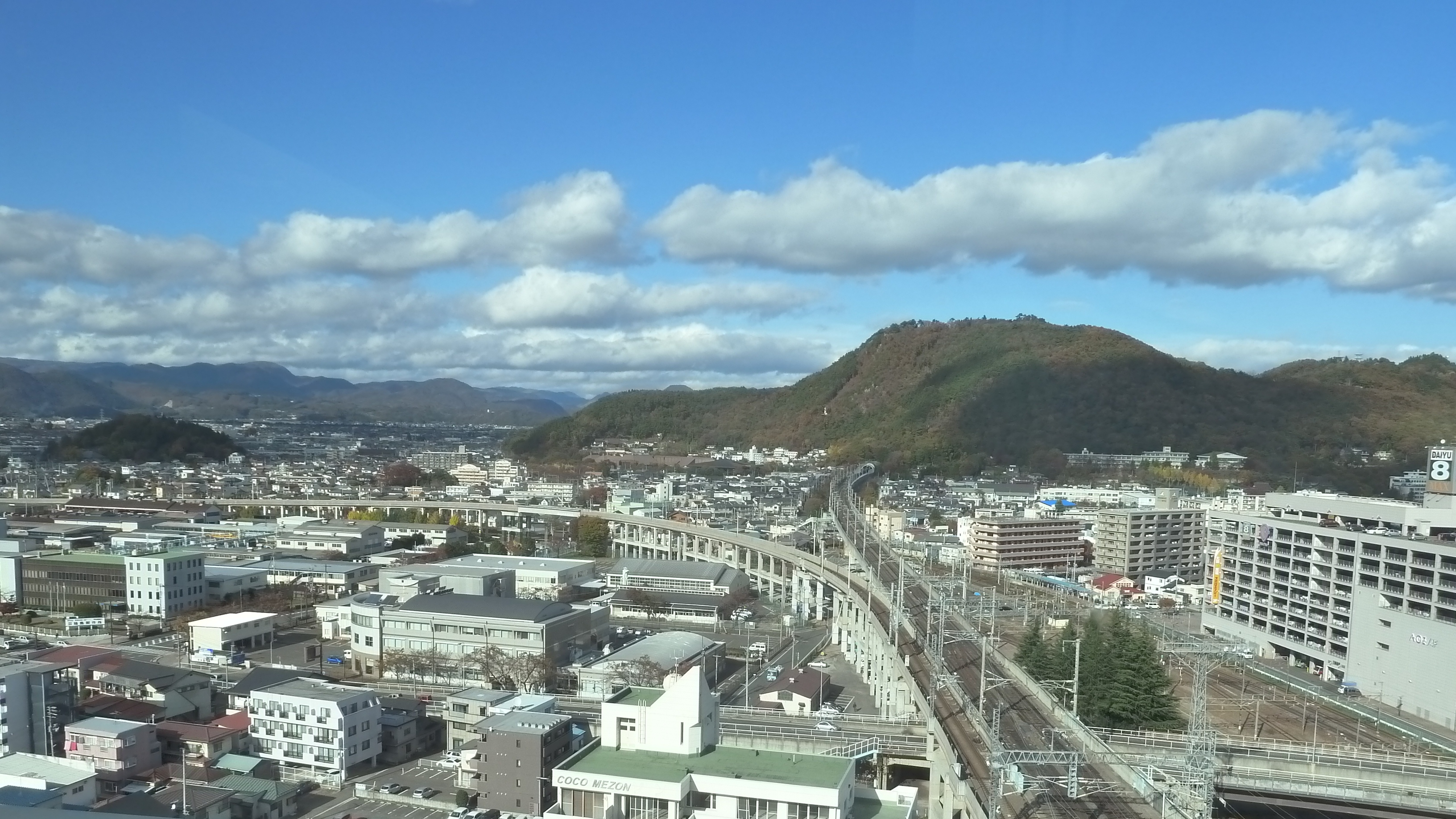
A Fukushima, la ligne Shinkansen Yamagata (à gauche) se sépare de la ligne Shinkansen Tōhoku (à droite)

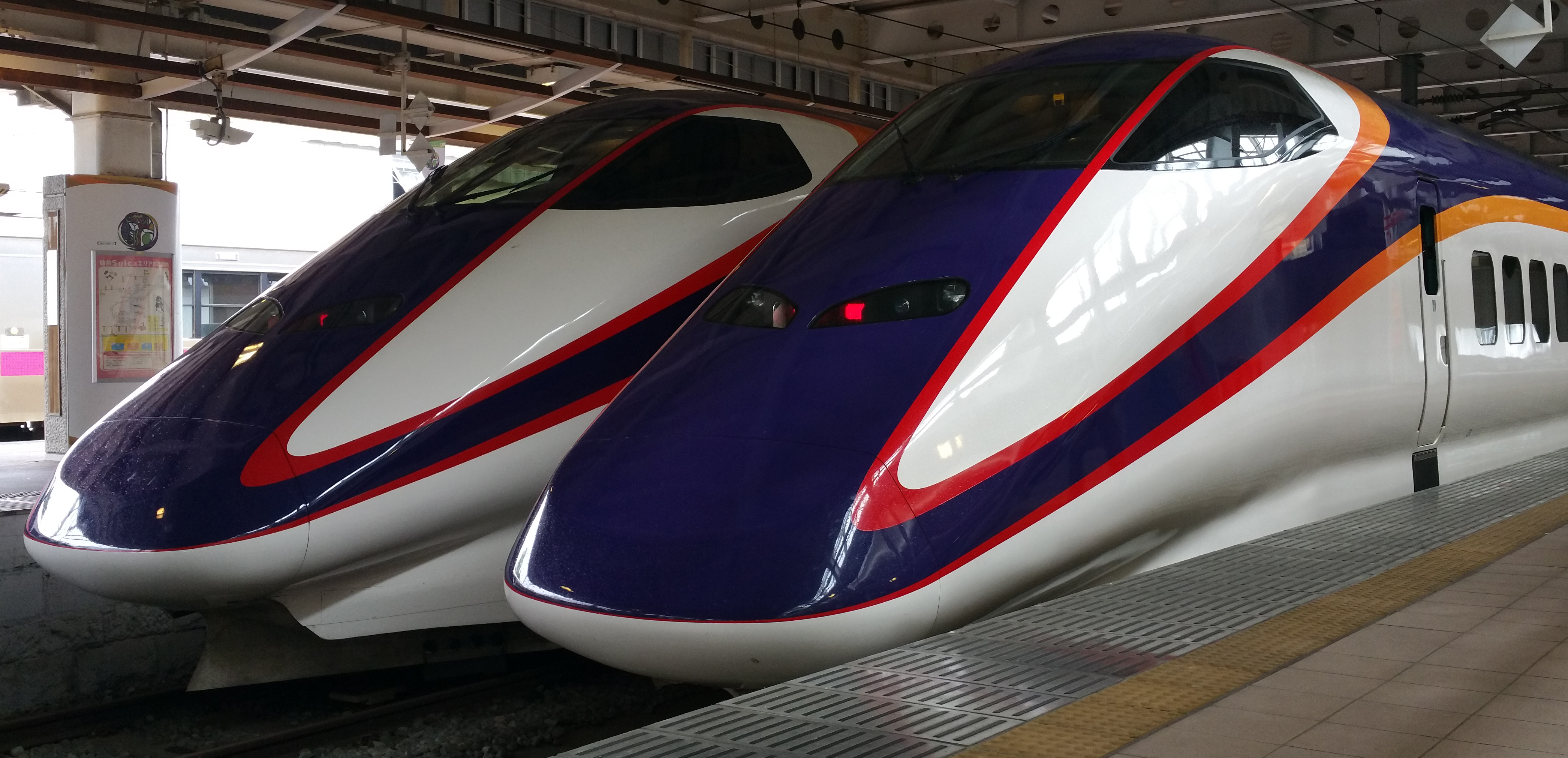
Deux Shinkansen E3 en gare de Shinjō

| Shinjō 新庄                        | 148,6                      | Shinjō     | Yamagata   | - JR East : Ōu, Rikuu Est, Rikuu Ouest                                                                                      |